# Leda e il cigno

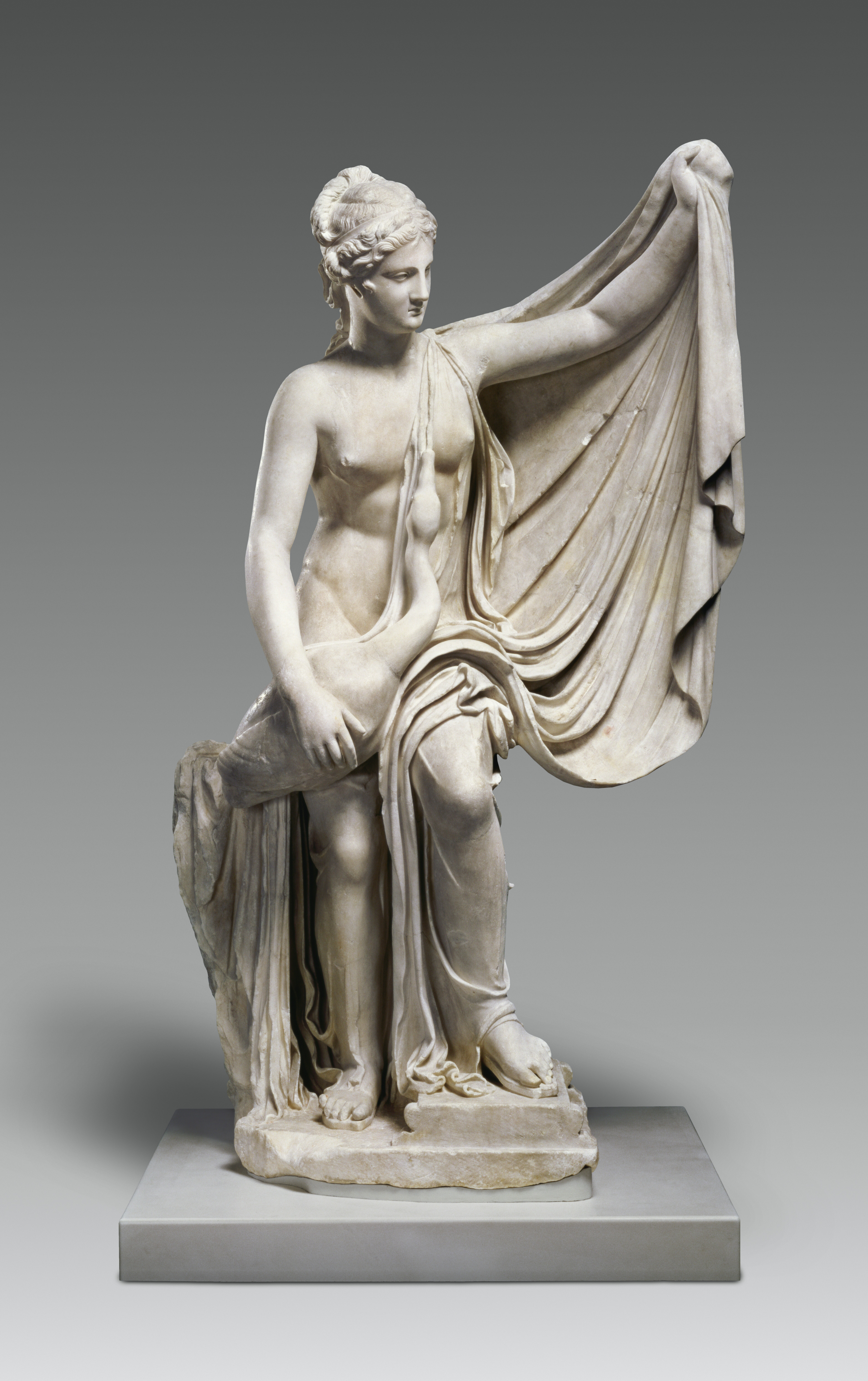
Una statua di Leda e il cigno del I secolo d.C., conservata alla villa Getty di Malibù

Leda e il cigno è un tema artistico della mitologia greca, tratto da un mito secondo il quale Zeus discese dall'Olimpo sotto forma di cigno cercando Leda, la regina di Sparta, mentre questa camminava sulle rive del fiume Eurota. Nella versione originale, il cigno finge di essere attaccato da un'aquila affinché Leda lo tenga stretto sul suo grembo per proteggerlo, e Zeus ne approfitta per ingravidarla.
Secondo il mito, in seguito Leda diede alla luce due coppie di figli: da una parte Elena e Polluce, che erano figli di Zeus, e dall'altra Clitennestra e Castore, avuti da suo marito Tindaro, il re di Sparta.
Secondo il racconto, Zeus assunse le sembianze di un cigno e stuprò (o sedusse) Leda nella stessa notte nella quale ella era andata a letto con suo marito, il re Tindaro, e per questo le due coppie di figli avevano padri diversi. In alcune versioni, Leda depose delle uova nelle quali nacquero i quattro neonati. In altre versioni, Elena è una figlia di Nemesi, la dea che personificava il disastro e che aspettava la gente afflitta dall'orgoglio della hybris.
Il tema era trattato di rado nella scultura di grandi dimensioni durante l'antichità, nonostante in tempi moderni una raffigurazione scultorea di Leda, nella quale la regina alza il suo manto per proteggere l'uccello che cerca il suo grembo, sia stata attribuita a Timoteo e, a giudicare dalle molte copie conservate, conobbe una certa diffusione; esistono comunque molte sculture di piccole dimensioni, ellenistiche e romane, più audaci, che ritraggono la regina sia in posizione reclinata che in piedi, in cammei, pietre preziose incise e anelli. Grazie alle versioni letterarie di Ovidio e Fabio Planciade Fulgenzio il mito fu ben noto durante il Medioevo, ma sarebbe emerso come tema classico, con sfumature erotiche, con il Rinascimento italiano.

## Erotismo

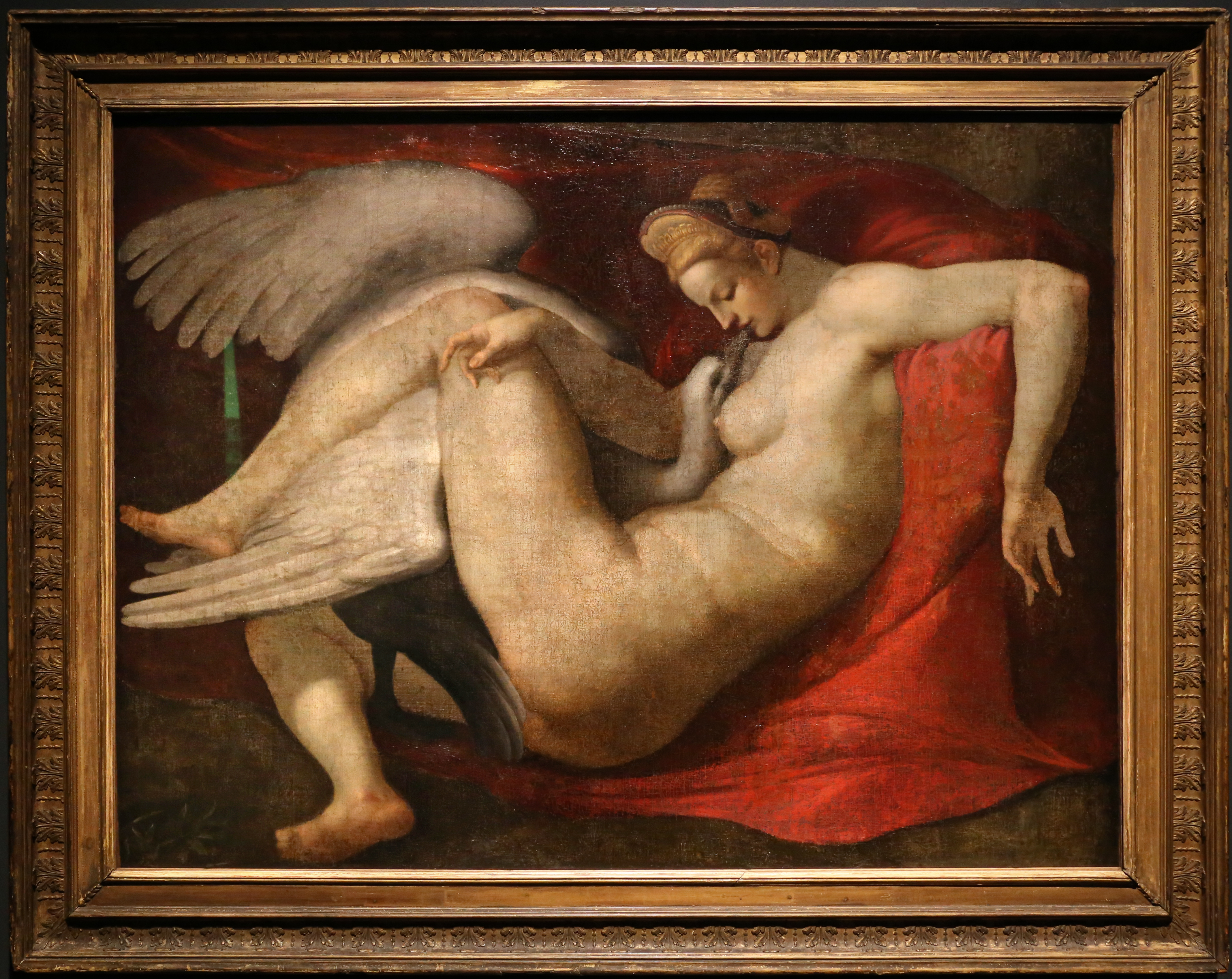
Leda e il cigno, una copia del sedicesimo secolo di un quadro perduto di Michelangelo del 1530 (National Gallery di Londra)

Il tema, senz'ombra di dubbio, deve la sua notorietà alla sua popolarità nel sedicesimo secolo, un'epoca nella quale, paradossalmente, si riteneva più accettabile ritrarre la donna che copulava con un cigno piuttosto che con un uomo. I primi quadri ritraevano la coppia che faceva l'amore in modo più esplicito di qualunque immagine dell'epoca che ritraeva una coppia umana nell'atto del coito. Due anni dopo, il destino del libro erotico I Modi avrebbe dimostrato il perché di ciò. Le prime raffigurazioni furono fatte attraverso un mezzo privato come la stampa, soprattutto a Venezia. Spesso si basavano sul racconto molto breve nelle Metamorfosi ovidiane (che non implica uno stupro), anche se Lorenzo de' Medici possedeva sia un sarcofago romano che un'antica gemma incisa su questo tema, entrambi ritraenti Leda sdraiata.

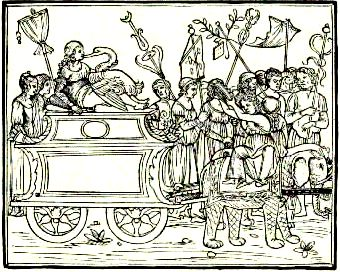
Un'illustrazione del Sogno di Polifilo che ritrae Leda su un carro

La raffigurazione più antica di epoca rinascimentale a noi nota è una delle incisioni che illustrano il Sogno di Polifilo, un libro pubblicato a Venezia nel 1499. Ritrae Leda e il cigno che fanno l'amore con gusto, nonostante si trovino in cima a un carro trionfale, circondati da una folla notevole. Anche un'incisione di Giovanni Battista Palumba, risalente a non più tardi del 1503, ritrae la coppia nel corso di un rapporto sessuale, ma in una campagna deserta. Un'altra incisione veneziana, attribuita da molti a Giulio Campagnola, ritrae una scena di amore carnale, ma l'atteggiamento di Leda è molto ambiguo. Palumba creò un'altra incisione intorno al 1512, forse ispirato dai disegni di Leonardo da Vinci, nel quale Leda è ritratta seduta per terra mentre gioca con i suoi figli.
Ci furono anche raffigurazioni importanti nelle arti decorative minori, destinate a un ambito privato. Su questo tema Benvenuto Cellini realizzò una medaglia, oggi a Firenze, agli inizi della sua carriera, e Antonio Abondio ritrasse la scena sul dritto di una medaglia in onore di Faustina, una cortigiana romana.

## Nella pittura

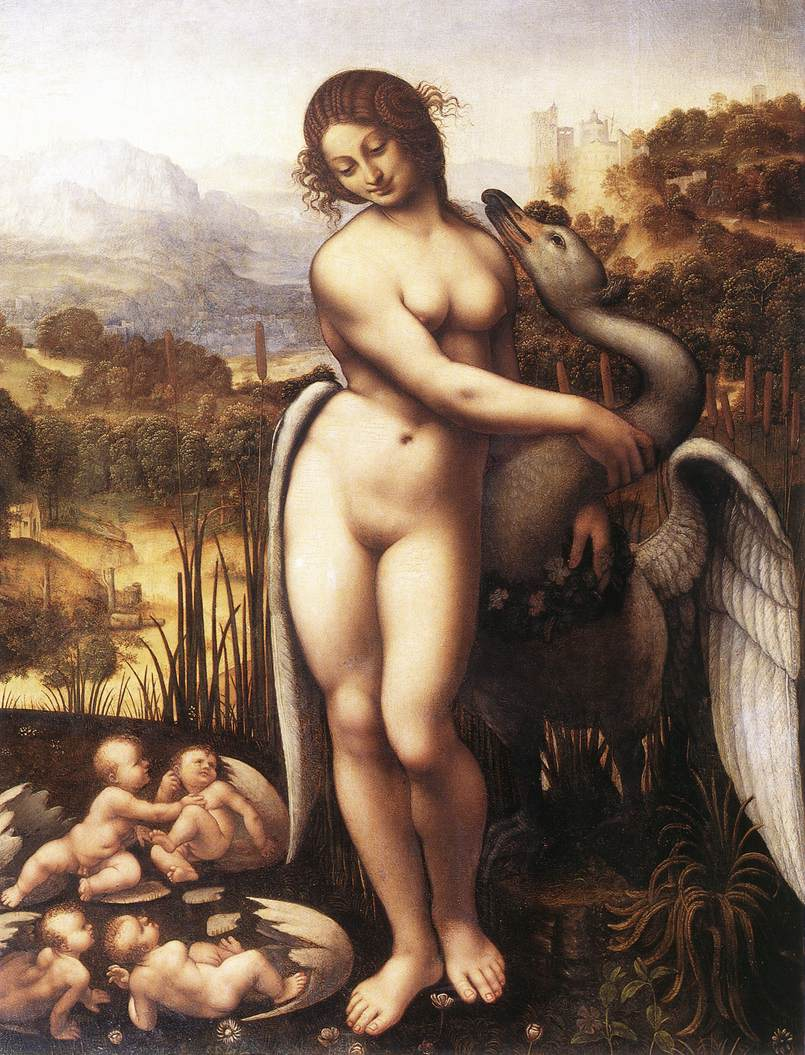
Leda col cigno, copia di Cesare da Sesto da un originale perduto di Leonardo, 1515–1520, olio su tela, Wilton House, Inghilterra

Il mito venne trattato nella pittura già in epoca romana, in quanto un affresco ritraente questo episodio mitologico venne scoperto a Pompei nel 2018.
Nel 1504 Leonardo da Vinci iniziò a disegnare dei bozzetti per un quadro, forse mai realizzato, nel quale Leda sembrava essere seduta per terra con i suoi figli. Nel 1508, dipinse una Leda col cigno, una composizione diversa su questo tema nella quale Leda era in piedi, nuda, e accarezzava il cigno, con le due coppie di gemelli che uscivano dalle uova ai suoi piedi. L'originale è andato perduto e fu citato per l'ultima volta da Cassiano dal Pozzo nel 1625, nel palazzo reale francese di Fontainebleau. Ne esistono comunque molte copie, delle quali probabilmente le più antiche sono la Leda Spiridon, forse dipinta da Francesco Melzi, oggi nella galleria degli Uffizi, e la copia a Wilton House, in Inghilterra.
È andato perduto anche il quadro di Michelangelo che ritraeva questo episodio mitologico, commissionato nel 1529 da Alfonso I d'Este per il suo palazzo a Ferrara, portato in Francia per essere esposto nella collezione reale nel 1532 e citato a Fontainebleau nel 1536. Un bozzetto dell'opera fatto da Michelangelo - dato al suo aiutante Antonio Mini, che lo adoperò per trarne varie copie per dei clienti francesi prima della sua morte nel 1533 - sopravvisse per oltre un secolo. Questa composizione è nota da varie copie, tra le quali: un'incisione di Cornelis Bos; la scultura marmorea di Bartolomeo Ammannati al museo del Bargello, a Firenze; due copie fatte dal giovane Rubens nel corso del suo viaggio in Italia; il quadro che riprende l'opera michelangiolesca, nella National Gallery di Londra. La composizione di Michelangelo, del 1530 circa, presenta delle influenze manieriste nelle figure allungate e nelle pose contorte, che erano tipiche dell'arte di quel periodo.

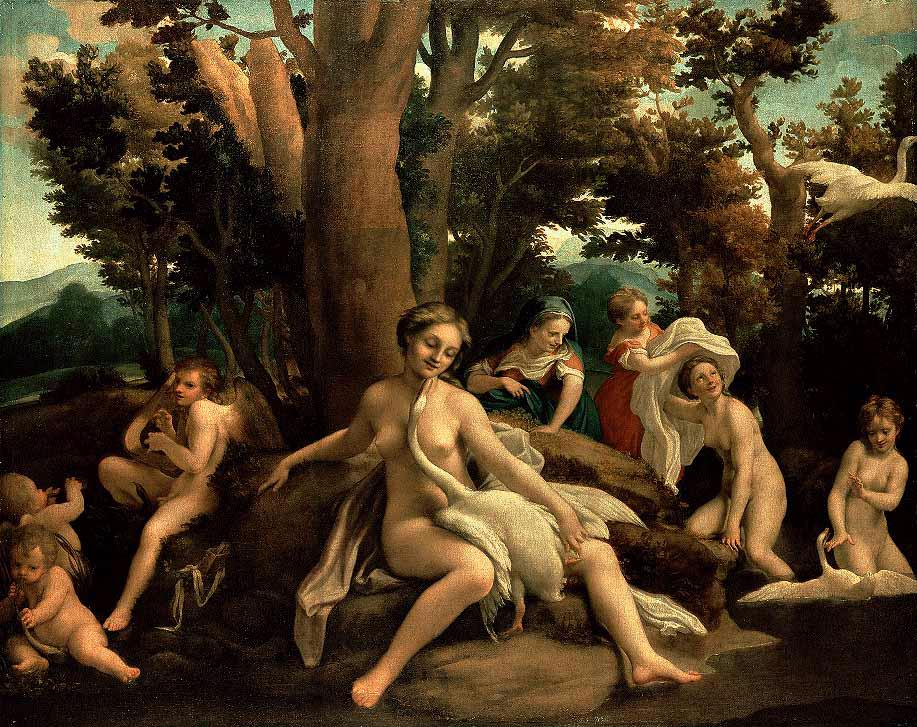
Correggio, Leda, 1532 circa, olio su tela, Gemäldegalerie di Berlino

Uno degli ultimi dipinti rinascimentali ben noti su questo tema è la composizione realizzata dal Correggio (a Berlino), nella quale la regina si fa il bagno con le sue compagne quando viene sorpresa dal dio trasformato in uccello; l'opera venne danneggiata quando si trovava nella collezione di Filippo II, duca d'Orléans, il reggente di Francia quando Luigi XV non era ancora maggiorenne. Suo figlio Luigi, nonostante fosse un grande amante della pittura, trovò l'opera troppo licenziosa e, durante una crisi, sfregiò la figura di Leda con un coltello. Il danno è stato riparato, anche se non è stato possibile riportare l'opera al suo stato originale. I dipinti di Leonardo e Michelangelo scomparvero dalle collezioni della famiglia reale francese, e si ritiene che furono distrutti dalle vedove moraliste o dai loro eredi.
Durante il Rinascimento furono realizzate molte altre versioni di questo tema, come i cicli di illustrazioni per i testi ovidiani, ma la maggior parte derivava dalle composizioni già menzionate. Il tema rimase in gran parte confinato all'Italia, e a volte in Francia (le versioni in Europa del Nord non erano molto comuni). Dopo una sorta di pausa tra la fine del XVIII e gli inizi del XIX secolo, il tema di Leda col cigno ebbe nuovamente un grande successo tra la seconda metà del XIX secolo e gli inizi del XX, come testimoniano le molte versioni simboliste ed espressioniste.

## Nell'arte moderna

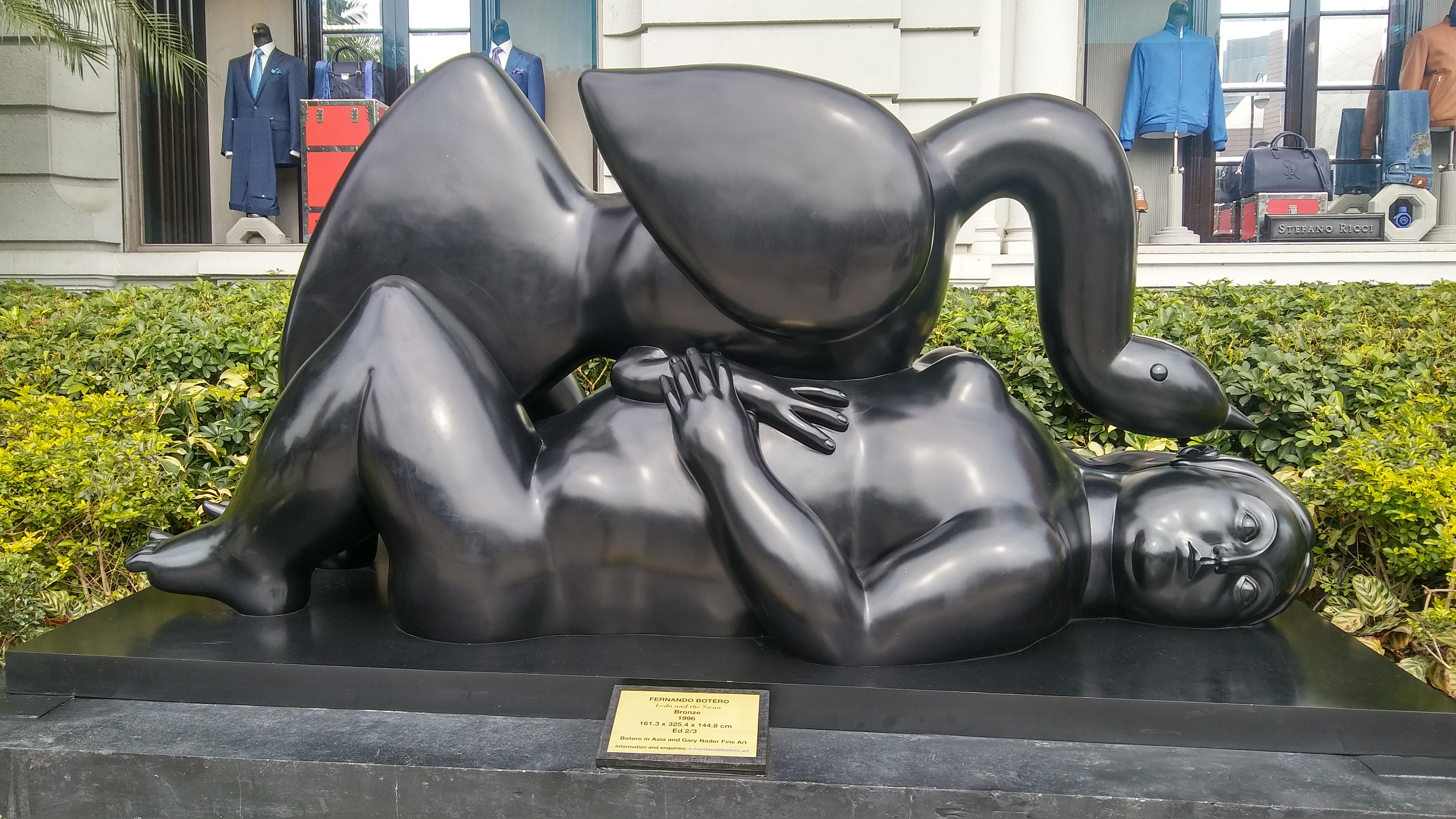
Fernando Botero, Leda e il cigno, bronzo, 1996

Cy Twombly realizzò una versione astratta del tema di Leda e il cigno nel 1962. L'opera si trova nelle collezioni del Museo d'Arte Moderna nuovaiorchese.
Il regista d'avanguardia Kurt Kren, assieme ad altri membri del movimento azionista viennese, come Otto Muehl e Hermann Nitsch, girò una pellicola dal titolo 7/64 Leda mit der Schwan nel 1964. La pellicola conserva il motivo classico, e per la maggior parte della sua durata mostra una giovane che abbraccia un cigno.
Il fotografo Charlie White incluse un ritratto di Leda nella sua serie "And Jeopardize the Integrity of the Hull". Zeus, come pure il cigno, appare solo metaforicamente.
Esiste una statua di marmo a grandezza naturale di Leda col cigno nel museo del palazzo Jai Vilas a Gwalior, nel Madhya Pradeśa settentrionale, in India.
Anche l'artista colombiano Fernando Botero realizzò una sua versione sul tema di Leda col cigno, che si trova in una delle sale espositive permanenti del museo Botero.

## Nella poesia
Pierre de Ronsard scrisse una poesia intitolata La Défloration de Lède, forse ispirandosi a Michelangelo. Come molti artisti rinascimentali, egli immaginò che il becco del pennuto entri nella bocca di Leda.
Leda e il cigno è il titolo di un sonetto di William Butler Yeats, che venne pubblicato per la prima volta nel 1923. Combinando il realismo psicologico con una visione mistica, l'opera descrive lo stupro di Leda da parte del cigno. Spesso la poesia viene lodata come una delle creazioni migliori di Yeats. Camille Paglia disse che questa composizione "è la poesia migliore del secolo ventesimo" e aggiunse che "tutti gli esseri umani, come Leda, sono colti, momento dopo momento, dal 'bianco tumulto' dell'esperienza. Secondo Yeats, l'unica salvezza sono la forma è l'immobilità dell'arte".
Nella sua poesia Leda del 1892, il poeta nicaraguense Rubén Darío descrive lo stupro che viene osservato dal dio Pan.

## Galleria d'immagini

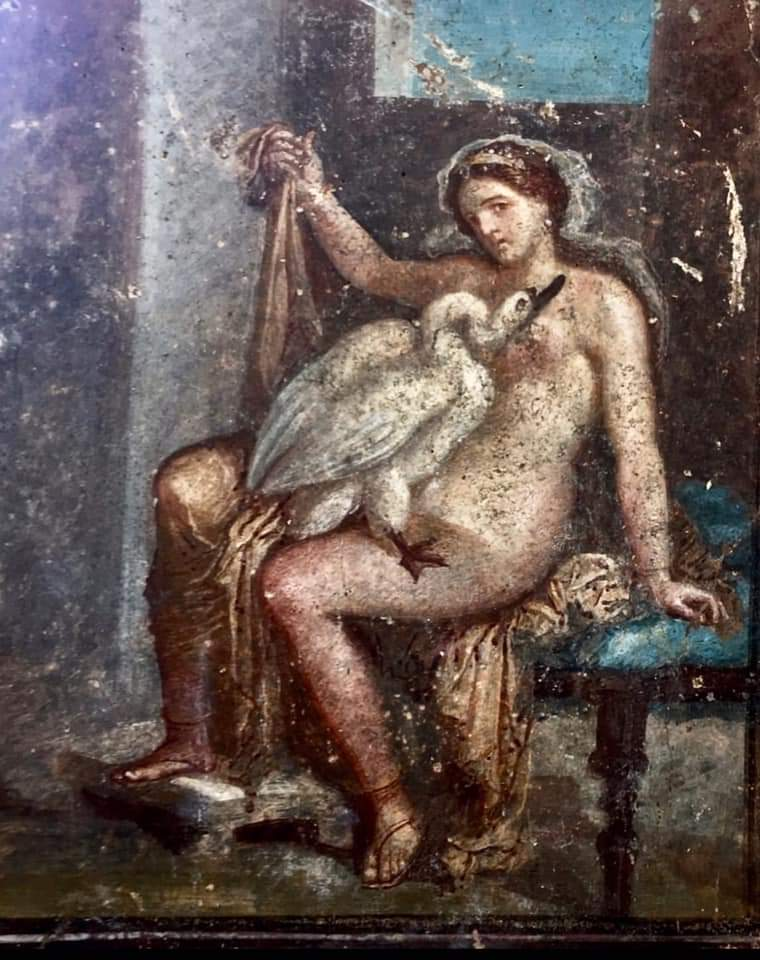
Un affresco pompeiano del I secolo d.C. che ritrae Leda col cigno
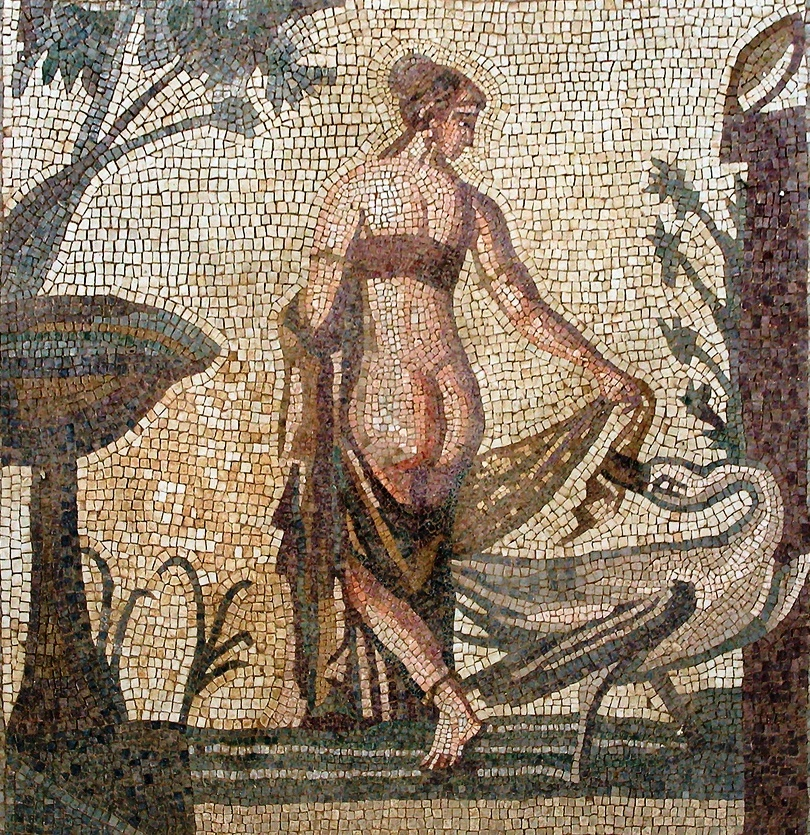
Un mosaico dal III secolo d.C. scoperto a Pafo, oggi nel museo di Cipro a Nicosia
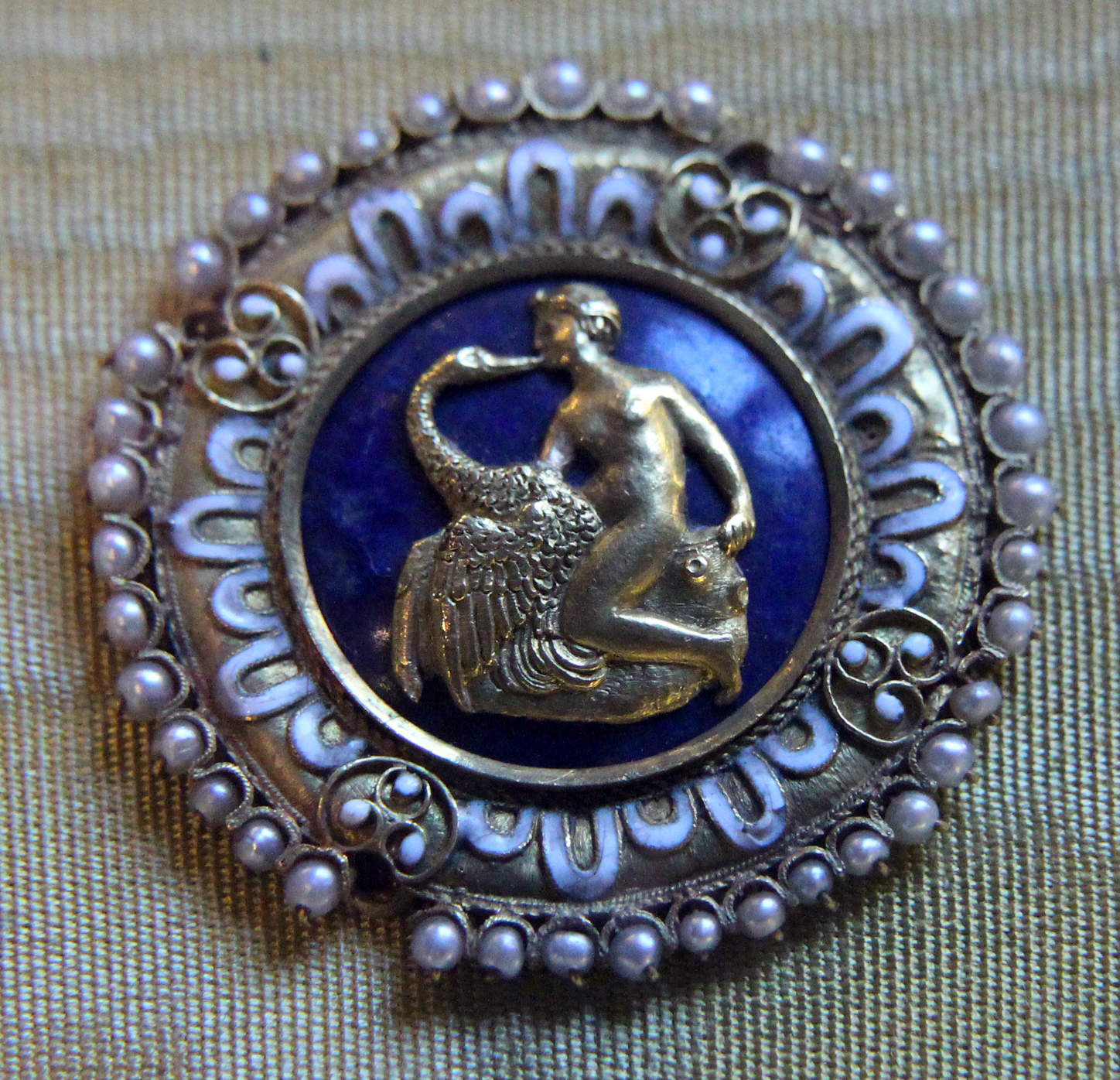
Benvenuto Cellini, Leda e il cigno, 1560 circa
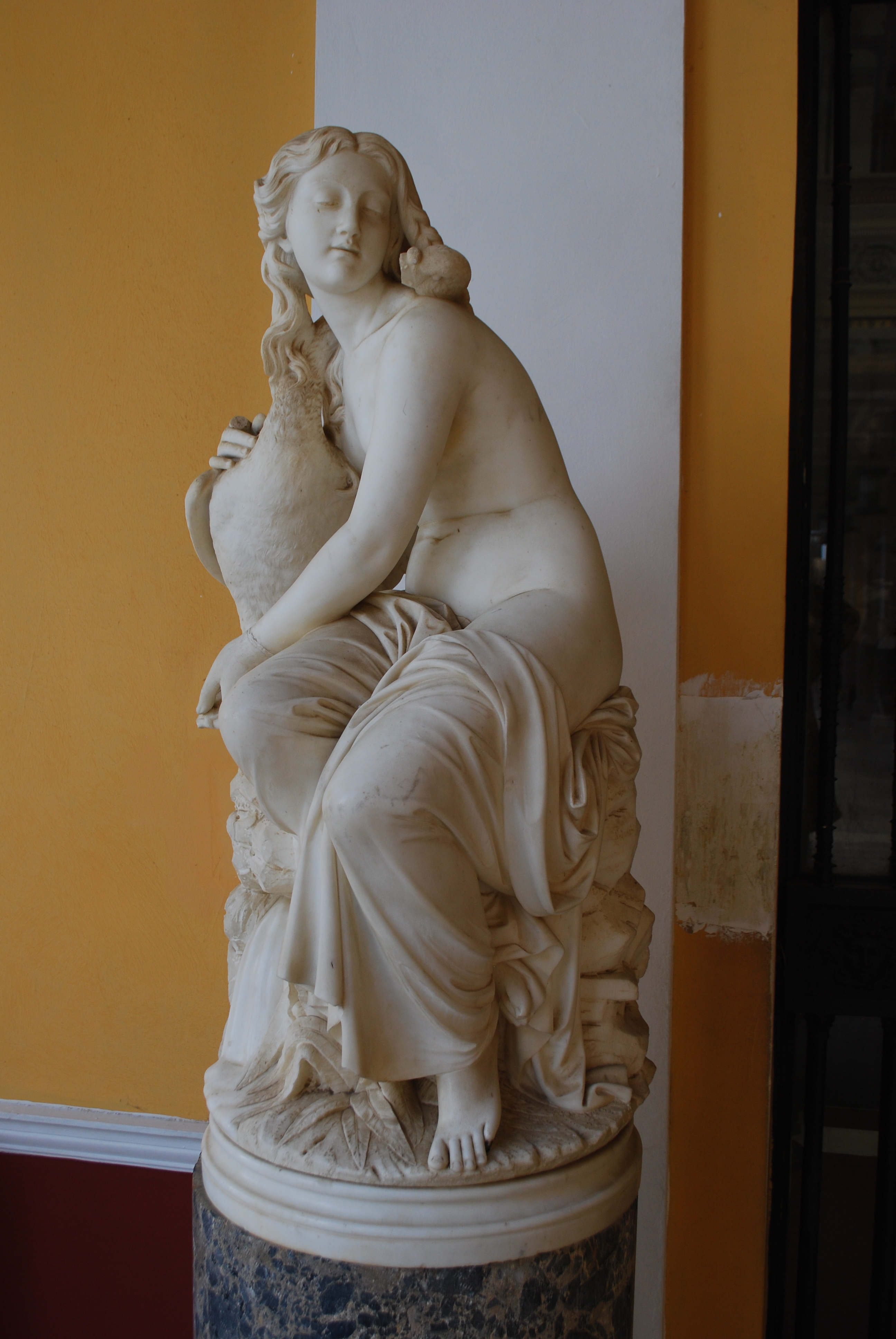
Una statua di Leda e il cigno all'Achilleion di Corfù, in Grecia